# Tatu Boulach
Tatu Bulach (avar : Тату Булач ; russe : Тату Омаровна Булач ; 10 janvier 1902-1980) est une révolutionnaire communiste avare et une femme politique soviétique. Figure importante de la création de la République socialiste soviétique autonome du Daghestan, elle est la première femme membre du Komsomol au Daghestan,.

## Biographie
Elle est née dans le village de Nizhneye Kazanishche (en) dans la famille d'un officier de l'armée impériale russe. Son père décède subitement à l'âge de 30 ans, laissant une veuve, Aruv Azhay, une fille, Izumrud, un fils, Haji et Tatu, âgée de six mois,. La famille est pauvre, donc Tatu Boulach doit travailler dès l'âge de 13 ans. Elle combine son travail avec ses études au gymnase féminin Temir-Khan-Shura.
À l'été 1915, alors que Tatu a 13 ans, Oullouby Bouynaïski, un ami de son frère, vient rendre visite à leur famille. Il devient un visiteur fréquent de la famille Bulach. Après la Révolution d'Octobre, Bouynaïski est arrêté et correspond avec Boulach, qu'il utilise également pour transmettre des lettres de sa main au monde extérieur. Dans ces lettres vieilles de plusieurs décennies, sur fond de révolution et de guerre civile, parmi les appels à se battre jusqu'au bout, se dévoile une histoire d'amour tragique. Pendant la guerre civile russe, Boulach est une partisane de l'Armée rouge et participe à la création de la République socialiste soviétique autonome du Daghestan.
Au printemps 1917, elle devient présidente de l'Union de la jeunesse musulmane révolutionnaire, qui réunit les jeunes étudiants et travailleurs de la ville. Bientôt, elle devient déléguée au premier congrès pancaucasien des étudiants musulmans, qui se tient à Bakou en mai 1917. Elle est la seule des trois femmes déléguées élues comme membre du présidium du congrès.
En 1927, elle est diplômée de l'université russe d'économie Plekhanov, après quoi elle travaille comme stagiaire-référente au Commissariat du peuple au commerce extérieur du Comité d'État du commerce de l'URSS,. En 1928-1929, elle travaille comme économiste et secrétaire du département d'import-export de la Représentation commerciale de l'URSS à Istanbul.

### Répression
Son activité est ensuite interrompue et elle subit la répression pendant plusieurs années. Malgré son activisme communiste, le système répressif soviétique ne l'ignore pas. En 1937, elle est arrêtée par le NKVD, accusée d'appartenance à une organisation trotskiste, et condamnée en vertu de l'article 58 p.11 du Code pénal de la RSFSR (participation à des activités contre-révolutionnaires) à huit ans de camp de travail. Elle purge sa peine au camp de travail correctionnel de Karaganda. Elle est libérée en 1946, mais sa liberté est de courte durée : en 1948, elle est de nouveau arrêtée pour espionnage et déportée à Krasnoïarsk, puis déportée à Ienisseïsk. En 1955, les accusations contre Boulach sont abandonnées. Au total, elle a passé seize ans en prison, dans des camps et en exil,.
Le 31 décembre 1955, elle est réhabilitée en raison de l'absence de corpus delicti (en). Elle décède en 1980 à l'âge de 78 ans et est enterrée à Makhatchkala,.